# Американська асоціація географів
Американська асоціація географів (англ. American Association of Geographers; AAG) — наукове та освітнє товариство неприбуткового характеру, яке об'єднує географів зі США та інших країн світу. Товариство було засноване 1904 року в Філадельфії.
У США існує ще два великі географічні товариства: Національне географічне товариство (засноване 1888 року) та Американське географічне товариство (засноване 1851 року).

## Історія
Ідея створення асоціації американських географів була виголошена Вільямом Девісом в його доповіді про стан географічної науки, проголошеної у червні 1903 року в місті Сент-Луїс. Саму ж асоціацію було створено 20 грудня 1904 року в Філадельфії. Спершу до асоціації приймали виключно географів-науковців, тож 1941 року її членами було лише 167 осіб. Ситуація змінилася під час Другої світової війни, коли було створено багато нових робочих місць для географів, насамперед у структурах міністерства оборони та в інщих державних інституціях. Значно зросла і кількість вчителів географії в школах. Оскільки до асоціації приймали лише представинків академічних кіл, то було створено Американське товариство професійних географів, до якого входили й інші географи. 29 грудня 1948 року відбулося злиття з Американським товариством професійних географів. І в 1970-і роки асоціація налічувала вже більше 7000 членів.

## Сьогодення
На 2015 рік асоціація налічує більше 10 000 членів з понад 60 країн і таким чином є одним з найбільших географічних товариств на американському континенті. Головний осідок асоціації знаходиться у місті Вашингтоні.
Асоціація складається з понад 60 спеціальних груп, організованих за спільними зацікавленнями певним регіоном чи тематикою. Так існують групи картографії, культурної та екологічної екології, культурної географії, економічної географії, політичної географії, водних ресурсів, тощо.
Асоціація видає низку спеціалізованих видань, зокрема журнали The Annals of the Association of American Geographers (видається з 1911 року) та The Professional Geographer (з 1949 року).

## Президенти
Наразі керівництво асоціації організоване за тритрічним циклом. Спершу обирається віце-президент асоціації, який перебуває на цій посаді один рік, Потім він же сатє на рік президентом, після чого ще рік займає посаду попереднього президента асоціації. Дія повноважень починається з липня.
Президентами асоціації зокрема були такі діячі, як:
- 1904 — Вільям Морріс Девіс;
- 1916 — Марк Джефферсон;
- 1923 — Еллсворт Гантінгтон;
- 1931 — Ісая Бовмен;
- 1940 — Карл Зауер;
- 1941 — Гріффіт Тейлор;
- 1949 — Річард Гартшорн;
- 1957 — Чонсі Гарріс;
- 1971 — Едвард Тейф;
- 1972 — Вілбур Зелінскі;
- 1979 — Мелвин Маркус;
- 2008 — Джон Егню;
- 2009 — Керол Гарден;
- 2010 — Кен Фут;
- 2011 — Одрі Кобаясі[8]
- 2012 — Ерік Шеппард
- 2013 — Джулі Вінклер
- 2014 — Мона Домаш.